# Jerzy Respondek
Jerzy Stefan Respondek (ur. 1977 w Rudzie Śląskiej) – polski inżynier informatyk, doktor habilitowany nauk technicznych. Specjalizuje się w metodach numerycznych. Profesor uczelni w Katedrze Informatyki Stosowanej Wydziału Automatyki, Elektroniki i Informatyki Politechniki Śląskiej.

## Życiorys
W 1996 został zwycięzcą Olimpiady Fizycznej na szczeblu wojewódzkim. Studiował informatykę na Wydziale Automatyki, Elektroniki i Informatyki Politechniki Śląskiej, gdzie pozostał rozpoczynając pracę naukową. Stopień naukowy doktora uzyskał w 2003 na podstawie pracy pt. Numeryczne aspekty spektralnej teorii operatorów różniczkowych, przygotowanej pod kierunkiem prof. Jerzego Klamki. Habilitował się na Wydziale Informatyki Politechniki Poznańskiej w 2016 na podstawie oceny dorobku naukowego i cyklu publikacji pt. Synteza efektywnych algorytmów dla wybranych problemów obliczeniowych.
Zagraniczne staże naukowe odbył na Uniwersytecie Technicznym w Walencji oraz Uniwersytecie w Pizie. Ponadto wygłaszał referaty i prowadził wykłady gościnne na Uniwersytecie Fryderyka i Aleksandra w Erlangen i Norymberdze, Uniwersytecie Alcalá de Henares oraz w macierzystym wydziale Alana Turinga na Uniwersytecie Manchesterskim.
Artykuły publikował w takich czasopismach jak m.in. Systems & Control Letters, Applied Mathematics and Computation, Applied Mathematics Letters oraz Computers & Mathematics with Applications. Należał do kolegiów redakcyjnych czasopism z tzw. listy filadelfijskiej Mathematics and Computers in Simulation (2008-2017) oraz International Journal of Systems Science (od 2020).
Był członkiem Rady Młodych Naukowców oraz zespołu do spraw upowszechniania nauki przy Ministrze Nauki i Szkolnictwa Wyższego (DUN). Z zespołów tych był delegowany na obrady sejmowej Komisji Edukacji, Nauki i Młodzieży. W latach 2006–2007 brał udział w pracach podkomisji Komitetu Prognoz PAN w Warszawie m.in. nad społeczno-ekonomicznymi aspektami technologii informacyjnych. Wygłaszał wykłady plenarne na międzynarodowych konferencjach naukowych, m.in. International Conference on Computational Science and its Applications (2015) oraz European Simulation and Modelling Conference (2014, 2020).
W 2008 otrzymał stypendium dla naukowców tygodnika „Polityka". W 2018 został powołany przez Komisję Europejską jako ekspert programu ERA Chairs organizowanego w ramach Horyzontu 2020. Od 2022 współpracuje z unijną agencją wspierania przedsiębiorstw EISMEA.

## Wybrane publikacje
- 2011. Numerical recipes for the high efficient inverse of the confluent Vandermonde matrices; Applied Mathematics and Computation 218 (5), pp. 2044–2054.
- 2024. Correction of ‘J. Laderman, V. Pan, X.–H. Sha, On practical Algorithms for Accelerated Matrix Multiplication, Linear Algebra and its Applications. Vol. 162-164 (1992) pp. 557-588’; Linear and Multilinear Algebra; doi:10.1080/03081087.2024.2391807.

Monografia (264 strony):
- 2025. Fast Matrix Multiplication with Applications;  Studies in Big Data 166, Springer Cham.